# Dolby Theatre
El Dolby Theatre, anteriormente conocido como Kodak Theatre y temporalmente como Hollywood and Highland Center Theatre, es un teatro que se sitúa en la zona de ocio de Hollywood and Highland, en la intersección entre Hollywood Boulevard y Highland Avenue, en Los Ángeles (California, Estados Unidos).

## Historia
El recinto fue patrocinado por la compañía Eastman Kodak, la cual pagó USD $75 millones en un acuerdo que incluía los derechos sobre el nombre del teatro. Pero a comienzos de 2012, cuando Kodak se declaró en bancarrota, la administración del teatro decidió terminar el acuerdo con Kodak y el recinto pasó a llamarse The Hollywood and Highland Center Theatre. Este nombre fue solo temporal, debido a que en mayo de 2012 se anunció un acuerdo por veinte años con la compañía Dolby Laboratories, quedando el teatro bautizado con su marca: Dolby.
Desde su apertura el 9 de noviembre de 2001 el teatro ha sido la sede de la Ceremonia de entrega de los Premios de la Academia de las Artes y las Ciencias Cinematográficas estadounidense, los Premios Óscar, que se celebraron por primera vez en el teatro en marzo de 2002, convirtiéndose desde entonces en la primera sede permanente de los premios.
Durante el resto del año, el teatro ha recibido conciertos de diversos artistas, como por ejemplo, Céline Dion, los Dixie Chicks, Elvis Costello,  Andrea Bocelli, Barry Manilow, Carlos Vives, Barbra Streisand, Paul McCartney, Donovan, Sting, Santana, Prince, Jenni Rivera o Gloria Trevi. También acoge musicales de Broadway como Grease, festivales de danza, conciertos sinfónicos y óperas.

## Diseño
El teatro fue diseñado específicamente para esta ceremonia por el estudio Rockwell Group, perteneciente al arquitecto David Rockwell. Su diseño está especialmente pensado para facilitar las transmisiones en vivo desde el gran recinto sin la mínima intromisión para la audiencia. Tiene capacidad para más de 3400 personas, divididos entre la platea y los tres niveles de balcones, y es uno de los escenarios más grandes de Estados Unidos (36,5 x 27,5 m). La sala de prensa situada detrás del escenario tiene capacidad para más de 1500 periodistas.
La entrada al teatro está flanqueada por columnas en las que se muestran las películas ganadoras del premio en la categoría de mejor película desde 1928, y con algunos espacios vacíos para futuras películas ganadoras del premio.